# Norm Cash
Norman Dalton Cash (Justiceburg, Texas, 10 de noviembre de 1933-Municipio de St. James, Míchigan, 11 de octubre de 1986), más conocido como Norm Cash, fue un jugador profesional estadounidense de béisbol que se desempeñó en la posición de primera base en las Grandes Ligas de Béisbol (MLB).

## Carrera
Cash jugó como profesional dos temporadas en Chicago White Sox (1958-1959), después pasó a Detroit Tigers, donde jugó quince temporadas (1960-1974), y fue el equipo en el que se retiró.

## Títulos
Fue campeón de bateo de la Liga Americana en una oportunidad (1961).